# Discofoon
Discofoon was een Nederlands platenlabel van de warenhuisketen Vroom & Dreesmann. Het was actief in de jaren zestig en zeventig en bracht platen in allerlei genres uit: van Nederlands cabaret, draaiorgelmuziek en Duitse schlagers tot en met kinderplaten, koorzang van het Russische leger, gospel, jazz en carnavalsplaten (Elf + 5 Daverende Carnavals Hits '77). In de meeste gevallen ging het om werk dat al eerder was verschenen en de platen waren dan ook niet zo duur als die van de grote platenmaatschappijen. Discofoon bracht voornamelijk albums uit, maar ook wel singles.
Tussen 1961 en 1966 werden talloze singles met covers van hits uitgebracht. Deze platen bevatten twee hitnummers voor ongeveer de helft van de prijs van een reguliere single. Discofoon betrok de opnames m.n. van het Britse Top Six (een onderdeel van Pye Records) en Embassy (aanvankelijk een onderdeel van Oriole Records, later eigendom van CBS). Embassy-artiesten waren o.a. Mike Redway, Ray Pilgrim en The Typhoons. Voor de (anonieme) Top Six opnames werden fictieve namen als The Bottles en The Black Pirates gebruikt. In enkele  gevallen werden opnames van Nederlandse groepen uitgebracht, zoals The Sound Magics (Arnhem) en Pee White & the Magic Strangers (Den Haag), die nummers als Satisfaction (The Rolling Stones) en Foot tapper (The Shadows) coverden. Midden jaren '60 nam de belangstelling bij het kopende publiek voor deze goedkope covernummers af, door het stijgende levenspeil konden steeds meer mensen zich de originele hits veroorloven. Discofoon besloot daarop zich op het uitgeven van langspeelplaten te richten.
Artiesten en groepen die op Discofoon verschenen waren onder meer Godfried Bomans, Henk Elsink, Toon Hermans, Ben Cramer, de Kilima Hawaiians, Tata Mirando, Udo Jurgens, Rudolf Schock, Manitas de Plata, Groep 1850, Shocking Blue, The Kinks, Donovan, Neil Diamond, Joan Baez, Mahalia Jackson, Sidney Bechet, Fausto Papetti en de Minimutsjes.